# Moritz von Egidy (Landrat)
Moritz von Egidy (* 6. April 1809 in Kamenz; † 5. Dezember 1848 in Potsdam) war ein preußischer Verwaltungsbeamter, Regierungsrat und Landrat.

## Leben
Der evangelisch-lutherische Moritz von Egidy entstammte dem Adelsgeschlecht Egidy und war ein Sohn des Oberstleutnants Christoph August von Egidy und dessen Ehefrau, geborene von Wolffersdorff. Nach dem Besuch der Klosterschule in Roßleben und der abgelegten Reifeprüfung im März 1827 absolvierte er bis 1830 ein Studium der Rechtswissenschaften in Halle-Wittenberg und Berlin. Am 19. Mai 1830 legte er die Auskultatorprüfung ab und wurde mit Vereidigung am 8. Juni 1830 Auskultator beim Stadtgericht Berlin. Ab Oktober 1830 erfolgte eine Beschäftigung beim Landratsamt Merseburg und ab August 1833 wurde er Regierungsreferendar bei der Regierung Merseburg. Nach der Ernennung zum Regierungsassessor am 26. November 1835 erfolgte eine Beschäftigung bei der Regierung Aachen. Am 10. Februar 1837 wurde er mit Reskript kommissarischer Landrat des Kreises Düren (Amtsübernahme am 20. März 1837). Die definitive Bestallung mittels Allerhöchster Kabinettsorder (AKO) erfolgte am 25. Februar 1838 und die Amtseinführung am 20. Mai 1838. Nach seiner Beurlaubung im Juni 1841 wechselte er am 16. August 1841 zum Regierungsrat befördert mittels AKO zur Regierung Potsdam. Moritz von Egidy, der unverheiratet geblieben war, verstarb am 5. Dezember 1848 in Potsdam während des Dienstes.